# تبعیت‌گرایی
تبعیت‌گرایی (انگلیسی: Subordinationism) یک آموزه  تثلیثی است که در آن خدای پسر (و گاهی روح القدس در مسیحیت) نه تنها در تسلیم و نقش، بلکه با تبعیت هستی شناختی واقعی به درجات مختلف تابع خدای پدر است.